# Dragan Mrđa
Dragan Mrđa (n. 23 ianuarie 1984) este un fotbalist sârb.

## Statistici
| Serbia | Serbia  | Serbia |
| An     | Meciuri | Goluri |
| ------ | ------- | ------ |
| 2008   | 2       | 0      |
| 2009   | 0       | 0      |
| 2010   | 7       | 2      |
| 2011   | 3       | 0      |
| 2012   | 0       | 0      |
| 2013   | 0       | 0      |
| 2014   | 2       | 0      |
| Total  | 14      | 2      |